# Битва при Санкт-Матьє (1512)
Битва при Санкт-Матьє (англ. Battle of Saint-Mathieu, фр. Bataille de Saint-Mathieu) — морський бій 10 серпня 1512 неподалік Бреста поміж франко-бретонським флотом з 22 кораблів під командуванням Рене де Клермон і англійським флотом з 25 кораблів під командуванням Едуарда Говарда. Був частиною Війни Камбрейської ліги та Італійських війн. Перша морська битва з використанням стрільби гармат через бортові порти.

## Історія
Генріх VII розпочав розбудову англійського флоту. Під час італійських воєн Англія увійшла у союз держав проти Франції — Лігу Камбре. Король Людовик ХІІ з військом перебував в Італії і в очікуванні висадки англійців звернувся за допомогою до бретонських корсар, чий командир Герве де Порцмогер привів у Брест свої кораблі на чолі з найбільшим кораблем свого часу «Marie la Cordelière» під командування командувача об'єднаного флоту адмірала Рене де Клермонта. Кораблі повинні були захистити протоку поміж двома мисами. «Marie la Cordelière» мала до 200 гармат різних типів і калібрів при водотоннажності близько 1000 т.
Англійський флот застав 10 серпня 1512 ворожий флот зненацька на якірній стоянці. Побачивши ворожий флот, Герве наказав відрізали якірні канати, піднімати вітрила і відступили до гавані Бресту. Під час швидкого відплиття на «Marie la Cordelière» залишилось до 300 осіб, що прибули його оглянути. «Marie la Cordelière» і біля 790-тонна «Grand Louise» прикривали відхід флоту. У двобої зійшлись два флагмани «Marie la Cordelière» і «Mary Rose», яка незабаром сіла на мілину, отримавши значні пошкодження. Після цього «Marie la Cordelière» вивела з бою 400-тонні «Sovereign» і «Mary-James», які втратили керування і дрейфували в море. «Marie la Cordelière» зійшлась з найбільшим англійським кораблем 600-тонним «Regent», який перед тим вивів з бою «Grand Louise» (перед тим була пошкоджена «Mary Rose»). Герве де Порцмогер взяв його на абордаж, а англійці висаджували моряків з інших кораблів на «Regent» задля допомоги і з наміром захопити корабель французів. У цей час на допомогу прийшов невеликий «Nef-de-Dieppe», обстрілюючи англійські кораблі із зменшеними екіпажами.

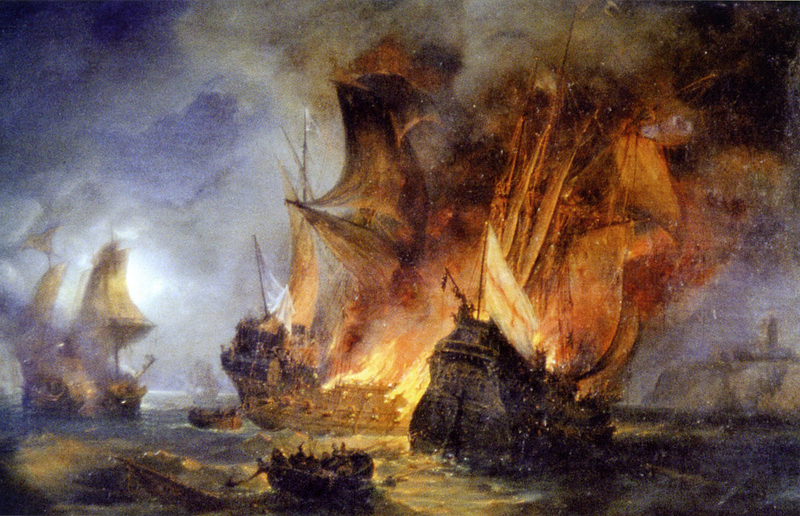
Вибух «Marie la Cordelière». Худ. П. Ж. Жільберт. 1838

Під час бою вогонь потрапив у порохову камеру «Marie la Cordelière», яка вибухнула. Полум'я перекинулось на порохову камеру «Regent», який вибухнув слідом. Загинуло 1180 французів і 400 англійців, а врятувалось відповідно 20 і 60. Разом з кораблями загинули їхні капітани — з «Marie la Cordelière» Герве де Порцмогер, а з «Regent» — сер Томас Найветт, що входив до близького кола Генріха VIII.
Французький флот відступив до Бресту, а англійці два дні піднімали коштовні якорі французів, ремонтували свої кораблі. Згодом битва стала темою багатьох поем, легенд. За англійськими даними вони ще потопили у гавані Бресту 35 французьких кораблів. Герве де Порцмогер сам підірвав «Marie la Cordelière», втікаючи від наступаючих англійських матросів. За іншою він кинувся у море і затонув під вагою панцирних обладунків. Чисельність англійського флоту оцінювали до 50-80 кораблів.
Генріх VIII зробив лорд-адміралом Едуарда Говарда.